# Liga Wyzwolenia Buraku

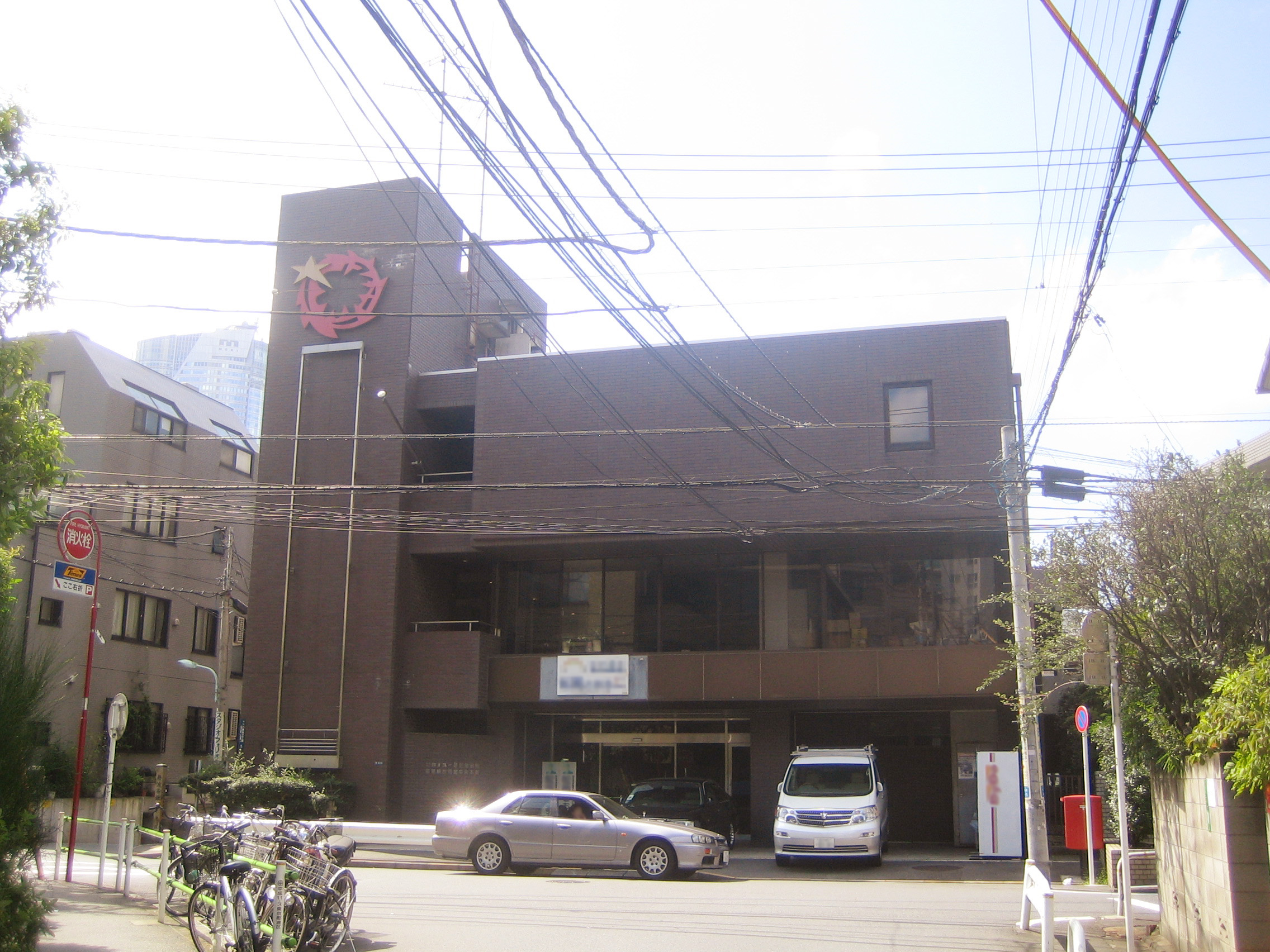
Główna siedziba Ligi Wyzwolenia Buraku

Liga Wyzwolenia Buraku (jap. 部落解放同盟  Buraku Kaihō Dōmei) – jedna z organizacji walczących o prawa człowieka dla burakumin w Japonii.

## Historia

### Przed II wojną światową
Liga Wyzwolenia Buraku wywodzi się z założonego w 1922 Stowarzyszenia Równości Narodowej (jap. 全国水平社 Zenkoku Suiheisha). Jednakże w 1942 część wiodących aktywistów, w tym Zennosuke Asada (朝田 善之助, Asada Zennosuke), zostało powołanych do wojska. Organizacja została rozwiązana w tym samym roku.

### Po II wojnie światowej
W 1946 dawni członkowie Zenkoku Suiheisha założyli Narodowy Komitet Wyzwolenia Buraku (jap. 部落解放全国委員会 Buraku Kaihō Zenkoku Iinkai). W 1955 nazwa została zmieniona na Ligę Wyzwolenia Buraku (LWB).
W 1966 zmarł jeden z przywódców organizacji, Jiichirō Matsumoto (jap. 松本 治一郎 Matsumoto Jiichirō). W tym samym czasie z Ligi zostali usunięci członkowie, którzy byli przeciwni decyzji kierownictwa o ograniczeniu finansowego wsparcia dla burakumin tylko do członków LWB (wielu burakumin nie wstępowało do LWB). Asada odegrał wiodącą rolę w tej czystce. W 1970 byli członkowie LWB utworzyli Narodową Konferencję Łącznikową Normalizacji Ligi Wyzwolenia Buraku (jap. 部落解放同盟正常化全国連絡会議 Buraku Kaihō Dōmei Seijōka Zenkoku Renraku Kaigi). Był to poprzednik obecnie działającego Ruchu Ogólnojapońskiej Federacji Wyzwolenia Buraku (jap. 全国部落解放運動連合会 Zenkoku Buraku Kaihō Undō Rengōkai).

## Kontrowersje
Liga Wyzwolenia Buraku jest uważana za jedną z najbardziej wojowniczych grup walczących o prawa burakumin. LWB jest znana z gwałtownych "sesji demaskowania i wyjaśnień", na których domniemani sprawcy dyskryminujących działań lub wypowiedzi są wzywani na publiczne przesłuchanie przed panel działaczy. Wczesne sesje były niekiedy związane z przemocą i porwaniami, i kilku działaczy LWB było aresztowanych za te czyny. Legalność tych sesji jest nadal przedmiotem dyskusji, ale jak dotąd władze starają się ich nie zauważać, poza najbardziej ekstremalnymi przypadkami.
W 1990 krytyka LWB przez Karela van Wolferena w jego cieszącej się uznaniem książce The Enigma of Japanese Power spowodowała, że LWB zażądała od wydawcy wstrzymania publikacji japońskiego tłumaczenia. Van Wolferen potępił to określając sytuację międzynarodowym skandalem.
Konkurencyjną grupą działaczy buraku jest Ruch Ogólnojapońskiej Federacji Wyzwolenia Buraku, działający przy Japońskiej Partii Komunistycznej (JPK). Zenkairen często ściera się z LWB, oskarżając ich o szowinizm. Iskrzenie między tymi dwoma organizacjami doprowadziło w 1974 do wybuchu, gdy w wyniku starcia między nauczycielami należącymi do unii związanej z JPK a działaczami LWB w szkole średniej w Yoka (rolnicza prefektura Hyōgo) do szpitala trafiło 29 osób.
W 1988 LWB utworzyła Międzynarodowy Ruch Przeciwko Wszelkim Formom Dyskryminacji i Rasizmu (z ang. IMADR). Liga dążyła do przyznania IMADR statusu organizacji pozarządowej ONZ; jednak w 1991 Zenkairen poinformowało ONZ o domniemanych przestępstwach popełnionych przez LWB. Trzeba jednak zauważyć, że w razie odkrycia przypadków dyskryminacji Zenkairen często przeprowadzało równie gwałtowne sesje demaskacyjne jak LWB.

## Źródła zewnętrzne
- Oficjalna strona LWB. blhrri.org. [zarchiwizowane z tego adresu (2013-05-30)]. (ang.)
- Strona internetowa głównego oddziału Ligi Wyzwolenia Buraku (jap. • ang.)